# Politica din Lesotho
Lesotho este o monarhie constituțională parlamentară multiîmpărțită, unde primul ministru este șeful guvernului. Puterea executivă este exercitată de guvern în timp ce puterea legislativă este împărțită între guvern și cele două camere ale parlamentului. Puterea judiciară este independentă de primele două.

## Puterea executivă
Primul ministru este șeful guvernului și deține esențialul puterii executive. Rolul regelui este în esență protocolar. El nu posedă mai multă autoritate executivă și nu are dreptul de a interveni activ pe scena politică. Constituția intrată în vigoare în martie 1993 îl desemnează ca pe <<simbolul viu al unității naționale>>
| Funcția         | Nume               | Partid | După             |
| --------------- | ------------------ | ------ | ---------------- |
| Rege            | Letsie III         |        | 7 februarie 1996 |
| Primul ministru | Pakalitha Mosisili | CLD    | 29 mai 1998      |

## Puterea legislativă
Parlamentul este constituit din două camere, Adunarea națională și Senatul.Adunarea nașională numără 120 de membri aleși pentru 5 ani, din care 80 la scaun unic, și 40 la reprezentarea proporțională. Senatul numără 33 de membri numiți.

## Partide politice și alegeri electorale
Parlamentul este constituit din două camere, Adunarea națională și Senatul.Adunarea nașională numără 120 de membri aleși pentru 5 ani, din care 80 la scaun unic, și 40 la reprezentarea proporțională. Senatul numără 33 de membri numiți.

## Puterea judiciară
Constituția garantează independența sistemului judiciar. Cea mai înaltă instanță este Înalta Curte din Lesotho, deasupra Curții de apel, judecătorilor țării și a tribunalelor tradiționale, în  special din mediul rural. Juriile populare sunt inexistente.